# Камерон (Північна Кароліна)
Камерон (англ. Cameron) — місто (англ. town) в США, в окрузі Мур штату Північна Кароліна. Населення — 244 особи (2020).

## Географія
Камерон розташований за координатами 35°19′33″ пн. ш. 79°15′15″ зх. д. / 35.32583° пн. ш. 79.25417° зх. д. (35.325915, -79.254135).  За даними Бюро перепису населення США в 2010 році місто мало площу 3,17 км², уся площа — суходіл.

## Демографія
Згідно з переписом 2010 року, у місті мешкало 285 осіб у 116 домогосподарствах у складі 76 родин. Густота населення становила 90 осіб/км².  Було 148 помешкань (47/км²).
Расовий склад населення:
| - 71,2 % — білих - 22,5 % — чорних або афроамериканців - 2,1 % — корінних американців - 0,4 % — азіатів |

До двох чи більше рас належало 3,9 %. Частка іспаномовних становила 2,1 % від усіх жителів.
За віковим діапазоном населення розподілялося таким чином: 18,9 % — особи молодші 18 років, 64,3 % — особи у віці 18—64 років, 16,8 % — особи у віці 65 років та старші. Медіана віку мешканця становила 43,4 року. На 100 осіб жіночої статі у місті припадало 75,9 чоловіків;  на 100 жінок у віці від 18 років та старших — 68,6 чоловіків також старших 18 років.
Середній дохід на одне домашнє господарство  становив 42 248 доларів США (медіана — 35 781), а середній дохід на одну сім'ю — 51 559 доларів (медіана — 38 125). Медіана доходів становила 36 667 доларів для чоловіків та 27 083 долари для жінок. За межею бідності перебувало 18,8 % осіб, у тому числі 28,3 % дітей у віці до 18 років та 34,0 % осіб у віці 65 років та старших.
Цивільне працевлаштоване населення становило 114 осіб. Основні галузі зайнятості: роздрібна торгівля — 26,3 %, освіта, охорона здоров'я та соціальна допомога — 20,2 %, будівництво — 16,7 %.